# Jordehøj

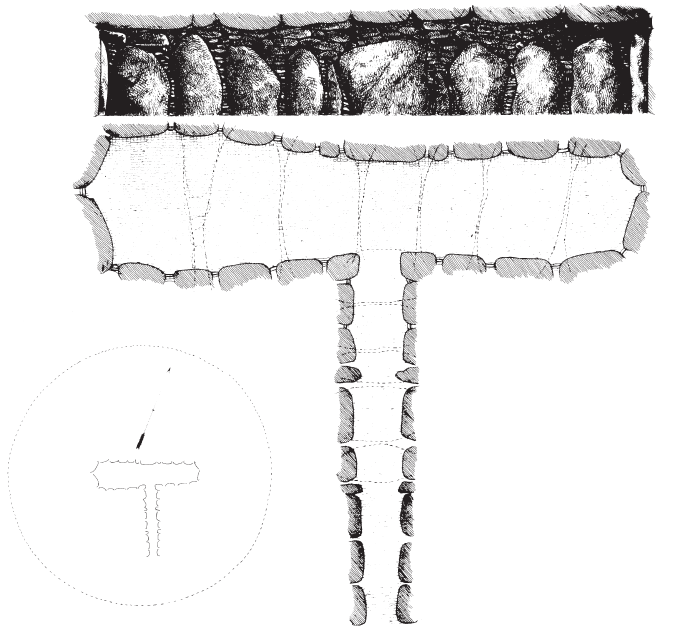
Jordehøj von Sparresminde nach A. P. Madsen

Das Ganggrab Jordehøj (deutsch „Erdhügel“; auch „Æbelnæs Jættestue“, „Storkøbmand Hages gravkammer“ oder „Sparresminde Jættestuen“ genannt), ist eines der besterhaltenen Ganggräber Dänemarks. Es liegt bei Neble, südwestlich von Stege auf der Insel Møn. 
Das Ganggrab wurde zwischen 3500 und 2800 v. Chr. während der Jungsteinzeit errichtet und gehört zu den Megalithanlagen der Trichterbecherkultur (TBK). Ganggräber sind eine Bauform jungsteinzeitlicher Megalithanlagen, die aus einer Kammer und einem baulich abgesetzten, lateralen Gang besteht. Die Form ist primär in Dänemark, Deutschland und Skandinavien, sowie vereinzelt in Frankreich und den Niederlanden zu finden.

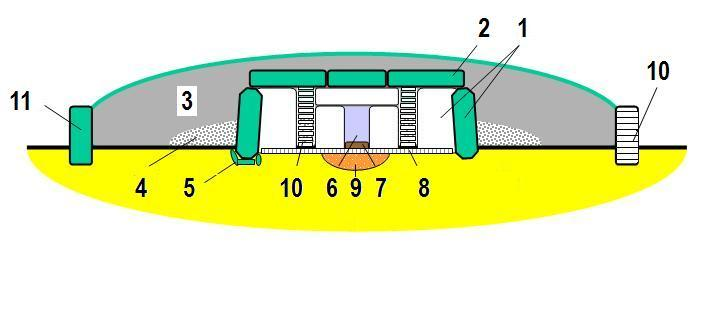
Schema Ganggrab (Querschnitt) 1=Trag-, 2= Deckstein, 3=Erdhügel, 4=Dichtung, 5=Verkeilsteine, 6=Zugang, 7= Schwellenstein. 8=Bodenplatten, 9=Unterbodendepots, 10=Zwischenmauerwerk 11=Randsteine

## Beschreibung
Die Kammer des Jordehøj ist mit einer Länge von etwa 10,0 m und einer Breite von 1,8 m in der Mitte und 2,5 m an den Enden, ungewöhnlich groß. In die doppeltrapezoide Kammer führt mittig ein etwa sieben Meter langer Gang, dessen verengter Zugang an der Südostseite des Hügels liegt. Auf dem zweiten Tragstein des Ganges (vom Zugang aus) befinden sich zehn Schälchen aus der Bronzezeit. Die Kammer hat 23 Tragsteine (zehn auf der Nord-, neun auf der Südseite und je 2 an den Schmalseiten) sowie sieben Decksteine. Der Gang hat einschließlich der quergestellten doppelten Türanschläge 18 Tragsteine und fünf erhaltene Decksteine.
Die Anlage ist neben Listrup (mind. 13 m) auf Falster, Græse (12,5 m) auf Seeland, Kong Svends Høj (12,3 m) auf Lolland, Gundestrup 2 (12,0 m) Rævehøj von Vester Egesborg (11,5) m Birkehøj (11 m) beide auf Seeland sowie Kong Asger Høj auf Møn und Mårhøj auf Fünen (je 10 m) eines der größten Ganggräber Dänemarks. Längere Kammern gibt es in schwedischen Falbygden (z. B. Ragnvalds Grab mit etwa 16,0 Metern). In Deutschland (De hoogen Steener mit 28 m) und den Niederlanden (z. B. D27 in Borger mit 22,5 m) sind die so genannten Emsländischen Kammern teilweise wesentlich länger.

## Grabungsgeschichte
Der Grabhügel wurde 1836 von Gustav Hage (1808–1863), einem Kaufmann aus Stege untersucht. Es existieren nur wenige Informationen über die Ausgrabung. 1870 schrieb sein Sohn einen kurzen Bericht. Er schreibt, dass bei der Öffnung der Kammer: „6-8 große Körper in Reihen geordnet dalagen. Reste von Haaren von den Köpfen wehten dahin wie Spinnweben. Kein Bernstein, aber viele Steinwerkzeuge lagen bei den Leichen, auch etwas aus Knochen und in den Ecken standen Tongefäße“. 
Im Fundprotokoll des Nationalmuseums von 1837 ist von neun bis zehn Skeletten die Rede. Einen Teil der Fundstücke überließ Hage, der im Briefwechsel mit dem Archäologen Christian Jürgensen Thomsen (1788–1865) stand, dem Nationalmuseum. Vom Jordehøj nahm er einen Teil der Keramiken sowie Stein- und Knochenwerkzeuge entgegen, die sich in der Sammlung des Museums befinden, jedoch mit Funden aus dem gleichzeitig auf Møn ausgegrabenen Ganggrab Sognehøj vermischt wurden. Bei der Ausgrabung drangen Grabräuber in den Jordehøj ein und stahlen den größten Teil der Knochen. Dieser Diebstahl ist eines der frühesten Beispiele für Grabräuberei während einer Ausgrabung. 
Das in der Nähe des Jordehøj gelegene Ganggrab Sognehøj wurde damals abgerissen. Große Steine waren ein begehrtes Baumaterial. Hage machte seinen Einfluss geltend den Jordehøj, der nach Abschluss der Ausgrabung in Gefahr stand, ebenfalls abgerissen zu werden, zu erhalten. Durch ein Gesuch an Christian Jürgensen Thomsen gelang es ihm, den Staat dazu zu bringen, jährlich fünf Reichstaler an den Bauern zu zahlen, der das Hügelgrab pflegen und beaufsichtigen sollte. 
1847 erhielt man in Kopenhagen die Mitteilung, dass ein Deckstein teilweise in die Kammer verstürzt war. Im Jahre 1987 drohte dieser Deckstein völlig abzustürzen und so entschloss man sich zu einer umfassenden Restaurierung des Jordehøj verbunden mit einer Ausgrabung. Dabei zeigte sich, dass der Deckstein bereits den Erbauern des Grabes Probleme bereitet hatte. Zwei Decksteine lagen nicht auf den Tragsteinen, sondern schienen während des Baues ein wenig abgerutscht zu sein, so dass sie auf einem eingeschobenen Keilstein lagen. Bei der Restaurierung entschied man, die Decksteine aus Sicherheitsgründen an den Platz zu heben, wo sie schon ursprünglich hätten liegen sollen. Bei der Untersuchung zeigte sich auch, dass die Erbauer viel getan hatten, um die Kammer wasserdicht zu halten. Die Zwischenräume zwischen den großen Decksteinen waren mit zerstoßenem Feuerstein abgedichtet worden. Darüber lag eine Lehmschicht, bedeckt mit Flintplatten, die dachziegelartig übereinandergelegt waren, so dass sie einen steilen Winkel bildeten. Dadurch wurde eindringendes Wasser abgeleitet. Bei der Ausgrabung wurden unter dem Hügel Spuren der Bodenbearbeitung mit einem Pflug gefunden.

## Kontext
Insgesamt sind 119 Großsteingräber aus der Jungsteinzeit auf den nur 231 km² großen Inseln Møn und Bogø bekannt. 38 davon wurden bewahrt und geschützt. 21 sind Ganggräber der TBK. Die Archäologen schätzen, dass die erhaltenen Großsteingräber nur etwa 10 % der ursprünglich gebauten repräsentieren. Auf Møn und Bogø wurden somit ursprünglich über einen Zeitraum von nur 700 Jahren mehr als 500 Großsteingräber erstellt.